# Svatoslav (Luka nad Jihlavou)
Svatoslav (německy Swatoslau) je částí městyse Luk nad Jihlavou, nacházející se v okrese Jihlava v Kraji Vysočina. Ke dni 1. 1. 2011 zde žilo 40 obyvatel.

## Název
Název se vyvíjel od varianty Swatoslaw (1556), s Swatoslawy (1585), Swatoslau a Swatoslawa (1846), Swatoslau a Svatoslav (1872) až k podobě Stavoslav v letech 1881 a 1924. Místní jméno je tvořeno přivlastňovací příponou -jъ k osobnímu jménu Svatoslav.

## Historie
První písemná zmínka o obci pochází z roku 1290.
Od roku 1869 přísluší k Lukám nad Jihlavou.

## Přírodní poměry
Svatoslav leží v okrese Jihlava v Kraji Vysočina. Nachází se 2,5 km jižně od Luk nad Jihlavou, 2,5 km severozápadně od Střížova, 3 km severně od Komárovic a 4 km východně od Puklic. Geomorfologicky je oblast součástí Česko-moravské subprovincie, konkrétně Křižanovské vrchoviny a jejího podcelku Brtnická vrchovina, v jejíž rámci spadá pod geomorfologický okrsek Zašovický hřbet. Průměrná nadmořská výška činí 543 metrů. Nejvyšší bod, Babylon (564 m n. m.), leží severně od Svatoslavi. Severovýchodní hranici tvoří Přísecký potok.

## Obyvatelstvo
Podle sčítání 1930 zde žilo v 7 domech 70 obyvatel. 70 obyvatel se hlásilo k československé národnosti. Žilo zde 70 římských katolíků.
| Rok            | 1869 | 1880 | 1890 | 1900 | 1910 | 1921 | 1930 | 1950 | 1961 | 1970 | 1980 | 1991 | 2001 | 2011 |
| -------------- | ---- | ---- | ---- | ---- | ---- | ---- | ---- | ---- | ---- | ---- | ---- | ---- | ---- | ---- |
| Počet obyvatel | 43   | 61   | 86   | 63   | 78   | 72   | 70   | 51   | 55   | 57   | 42   | 38   | 37   |      |

## Hospodářství a doprava
Prochází tudy silnice II. třídy č. 404 z Brtnice do Luk nad Jihlavou. Dopravní obslužnost zajišťuje dopravce ICOM transport. Autobusy jezdí ve směrech Jihlava, Luka nad Jihlavou, Bítovčice, Puklice, Kamenice, Řehořov, Měřín a Velké Meziříčí. Svatoslaví vede cyklistické trasy č. 162 z Luk nad Jihlavou do Střížova a č. 5215 z Luk do Komárovic.

## Školství, kultura a sport
Místní děti dojíždějí do základní školy v Lukách nad Jihlavou.